# الله‌آباد (رامیان)
الله آباد، روستایی است از توابع بخش مرکزی شهرستان رامیان در استان گلستان ایران.

## جمعیت
این روستا در دهستان دلند قرار دارد و براساس سرشماری مرکز آمار ایران در سال ۱۳۸۵، جمعیت آن ۱۸۵ نفر (۴۵خانوار) بوده‌است.